# 호민관

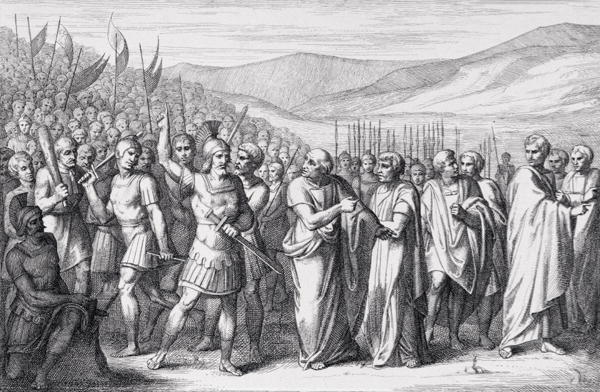

호민관(護民官, 라틴어: tribunus plebis 트리부누스 플레비스[*])은 고대 로마의 관직을 말한다.

## 호민관제도의 역사

### 시작
호민관 제도는 로마가 왕정에서 공화정으로 바뀌고 15년 후인 기원전 494년 처음 도입하였다. 호민관은 오직 평민 계급에서만 선출하였고, 초기에는 2명이었으나 나중에는 10명까지 늘어났다.

### 하는 일
호민관은 평민회(플레브스회)에서 선출했으며 민회를 소집하고 민회 의장으로서 주재하며 평민들 요구를 대변하고 평민 권리를 옹호하는 일을 했다. 호민관의 의무와 기능은 정무관의 전횡을 막아달라고 자신에게 도움을 청하는 모든 평민들의 생명과 재산을 보호하는 것이었다. 언제든 찾아와 도움을 청할 수 있도록, 호민관은 밤낮 자기 집 문을 열어 놓았고, 도시 밖으로 나가지 말아야 했다.

### 권리
호민관은 민회에서 독점적으로 법률을 발의할 권리가 있었고 때에 따라서 원로원을 소집하고 청원할 권리가 있었다. 또한 집정관이나 다른 정무관이나 다른 호민관의 결정들이 평민의 권익에 배치되면 거부권을 행사해서 무효화하거나 중재할 권리가 있었다. 이 거부권은 비록 구체적인 헌법에 기초를 두지는 않았지만, 관습으로 인정하였고 정치적으로 효력을 발휘했다. 원로원조차 후대에는 그 효력을 인정하고, 호민관들에게 문제를 일으키는 집정관을 제재하는 데 그 권한을 사용하도록 장려했다.
또 그가 위협을 받지 않고 의무를 수행할 수 있도록 그의 신체는 신성불가침으로 선포되었으므로, 그에게 폭행을 가하거나 그의 의무 수행을 의도적으로 방해하는 자는 저주 곧 사형에 처해졌다.
호민관의 권한은 로마 시 내부와 시 경계선에서 1.6 km 이내 지역에서만 효력이 있었고, 속주 총독에는 구속력이 없었다. 또 평민들의 중범죄를 보호할 권한은 사용하지 못했다.

### 그라쿠스 형제
기원전 2세기 그라쿠스 형제(티베리우스, 가이우스 그라쿠스)는 호민관직을 이용해 토지개혁이나 사회개혁에 착수했으나 보수적인 귀족의 반대로 실패하고 로마는 극심한 사회혼란을 겪었다. 이에 술라가 독재관이 된 이후 거부권과 입법권 등 호민관의 권리를 대폭 삭제했으나 나중에 크라수스와 폼페이우스에 의해 다시 부활되었다,

### 로마제국 이후
아우구스투스 이후 로마가 제정으로 전환한 이후 호민관은 그 권리를 완전히 상실하고 황제가 그 권한을 대신했다. 황제는 호민관의 권리를 가지면서 개인 인신의 불가침성을 확보하고 거부권을 행사했고, 칙령과 법률을 공포하고 각종 기관을 소집할 권리를 가졌다. 또한 황제 자신이 평민의 옹호자라는 과거의 호민관 전통을 최대한으로 이용해 자신의 권위를 높였다,